# Lokomotiwi Tbilisi
SK Lokomotiwi Tbilisi (gruz. სკ ლოკომოტივი თბილისი) – gruziński klub piłkarski z siedzibą w mieście Tbilisi.

## Historia
Chronologia nazw:
- 1936—1940: Lokomotiwi Tbilisi
- 1946—199?: Lokomotiwi Tbilisi
- 199?—1993: Baczo Tbilisi
- 1993—1996: Merani-Baczo Tbilisi
- Od 1996: Lokomotiwi Tbilisi

Założony w 1936 jako Lokomotiwi Tbilisi. W 1936 klub debiutował w Grupie W Mistrzostw ZSRR. W 1938 awansował do Grupy A, ale nie utrzymał się w niej i spadł do Grupy B. W 1939 zajął 2. miejsce i w 1940 powrócił do Grupy A, ale w trakcie trwania rozgrywek za niskie wyniki sportowe rozporządzeniem Partii Komunistycznej klub został rozformowany.
W 1946 klub odrodzono i dopuszczono do rozgrywek Drugiej Grupy, południowej podgrupy, w której występował do 1970, z wyjątkiem 1963, kiedy to zmagał się w 3 lidze. W latach 70. XX wieku drużyna grała w rozgrywkach lokalnych. Dopiero w 1981 ponownie startował we Wtoroj Lidze ZSRR, w której występował do 1986. Potem uczestniczył w rozgrywkach lokalnych.
W lipcu 1993 klub z nową nazwą Baczo Tbilisi połączył się z klubem Merani Tbilisi, który występował w Pirveli Liga, i zmienił nazwę na Merani-Baczo Tbilisi. W 1996 klub przywrócił nazwę Lokomotiwi Tbilisi i w 1997 zdobył awans do Umaglesi Liga.

## Sukcesy
- Mistrzostwo ZSRR:

24. miejsce (1938)
- Puchar ZSRR:

1/8 finału (1937)
- Mistrzostwo Gruzińskiej SRR:

mistrz (1937, 1945)
- Mistrzostwo Gruzji:

wicemistrz (2000/01, 2001/02)
3. miejsce (1998/99)
- Puchar Gruzji:

zdobywca (1999/00, 2001/02, 2004/05)
finalista (2000/01, 2019)
- Superpuchar Gruzji:

finalista (2004/05)

## Europejskie puchary
Legenda do wszystkich tabel:
- Q – runda eliminacyjna, 1/16, 1/8, 1/4, 1/2 – odpowiednia faza rozgrywek, Grupa – runda grupowa, 1r gr – pierwsza runda grupowa, 2r gr – druga runda grupowa, F – finał, R – runda, PO – play-off
- k. – rzuty karne, los. – losowanie, Dogr. – dogrywka, w. – zasada bramek strzelonych na wyjeździe

| Sezon     | Rozgrywki        | Runda | Klub                     | Dom     | Wyjazd  | Ogólnie |
| --------- | ---------------- | ----- | ------------------------ | ------- | ------- | ------- |
| 1999/2000 | Puchar UEFA      | Q     | Linfield                 | 1–0     | 1–1     | 2–1     |
| 1999/2000 | Puchar UEFA      | 1R    | PAOK FC                  | 0–7     | 0–2     | 0–9     |
| 2000/01   | Puchar UEFA      | Q     | Slovan Bratysława        | 0–2     | 0–2     | 0–4     |
| 2001/02   | Puchar UEFA      | Q     | Birkirkara               | 1–1     | 0–0     | 1–1, w. |
| 2002/03   | Puchar UEFA      | Q     | FC København             | 1–4     | 1–3     | 2–7     |
| 2005/06   | Puchar UEFA      | 1R    | Bananc Erywań            | 0–2     | 3–2     | 3–4     |
| 2008      | Puchar Intertoto | 1Q    | Etzella                  | 2–2     | 0–0     | 2–2, w. |
| 2020/21   | Liga Europy      | 1Q    | CS Universitatea Craiova | 2–1 (D) | 2–1 (D) | 2–1 (D) |
| 2020/21   | Liga Europy      | 2Q    | Dinamo Moskwa            | 2–1 (D) | 2–1 (D) | 2–1 (D) |
| 2020/21   | Liga Europy      | 3Q    | Granada                  | 0–2 (W) | 0–2 (W) | 0–2 (W) |